# 國際壁網球總會
國際壁網球總會（Fédération Internationale de Pelota Vasca，FIPV）是一個成立於1929年，專門管轄國際壁網球事務的組織。目前，該組織共有26個成員國加盟，其總部設在西班牙潘普洛納。

## 外部連結
- 官方網站 （页面存档备份，存于）